# 海港明珠
海港明珠，位於澳大利亞維多利亞州首府墨爾本南岸的一棟樓高72層的住宅大樓，於2014年竣工，截至2022年，是墨爾本第7高及澳大利亞第13高建築物。

## 圖片集

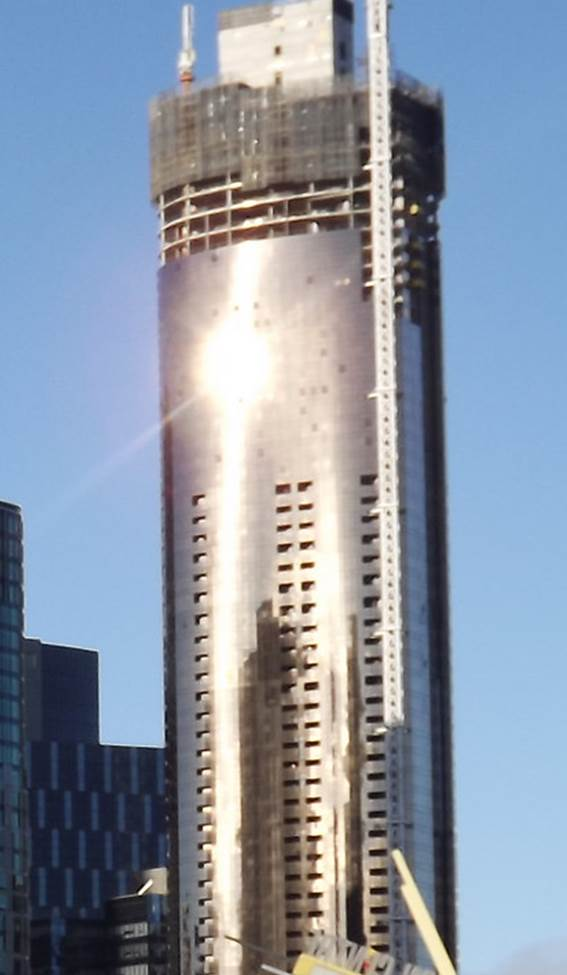
Prima Pearl under construction, mid–2014
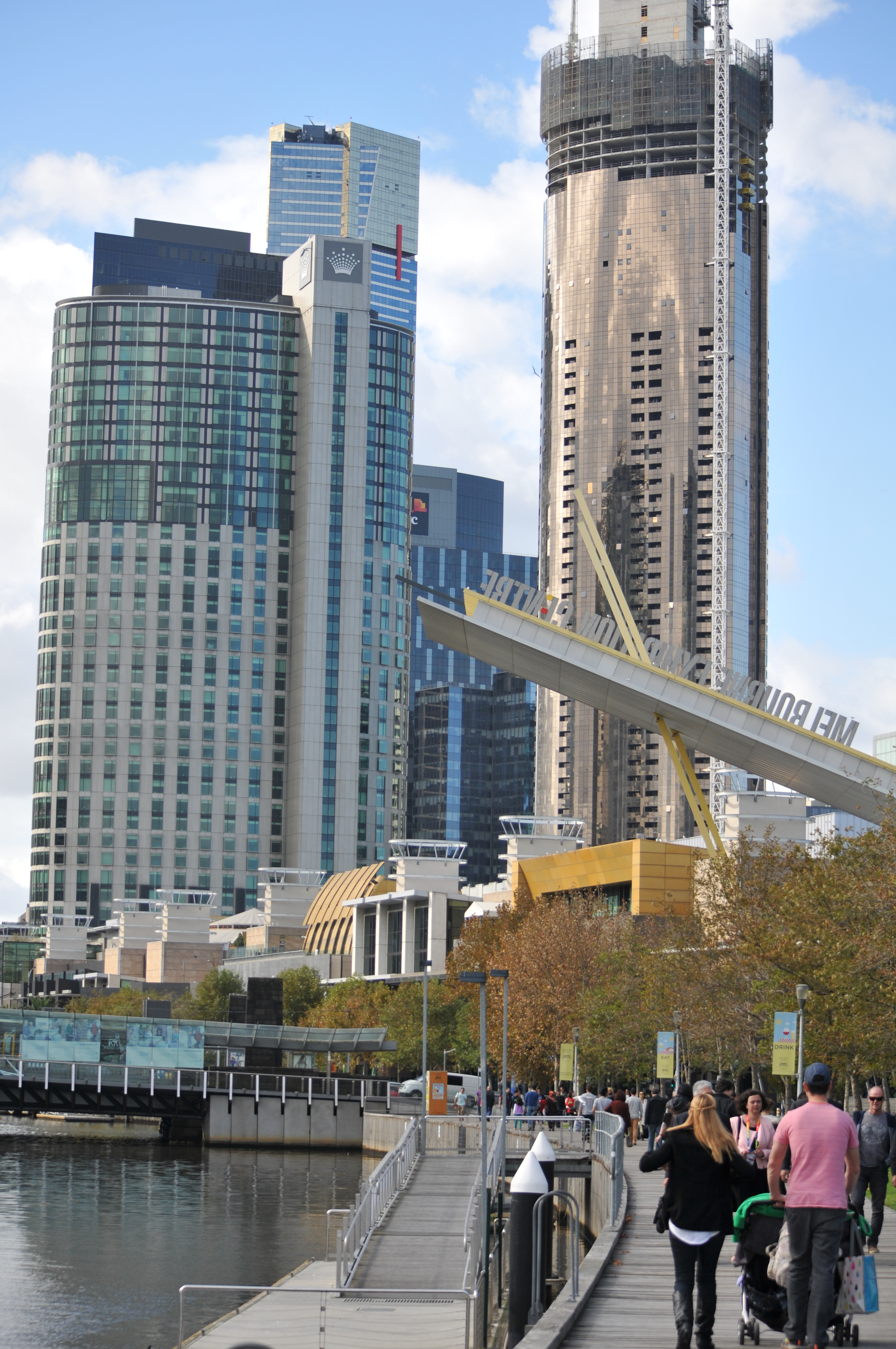
Prima Pearl under construction, late–2014
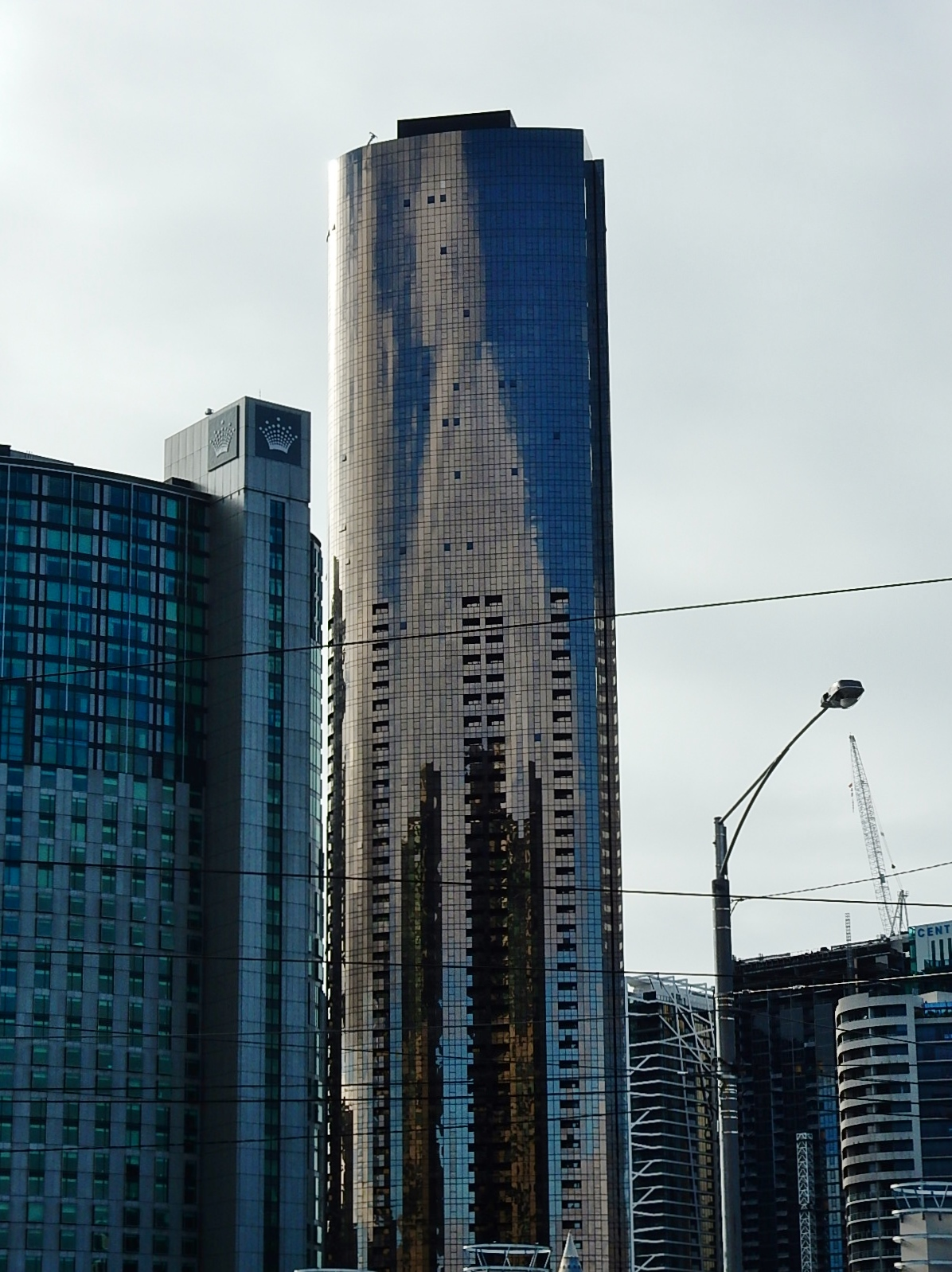
April 2015
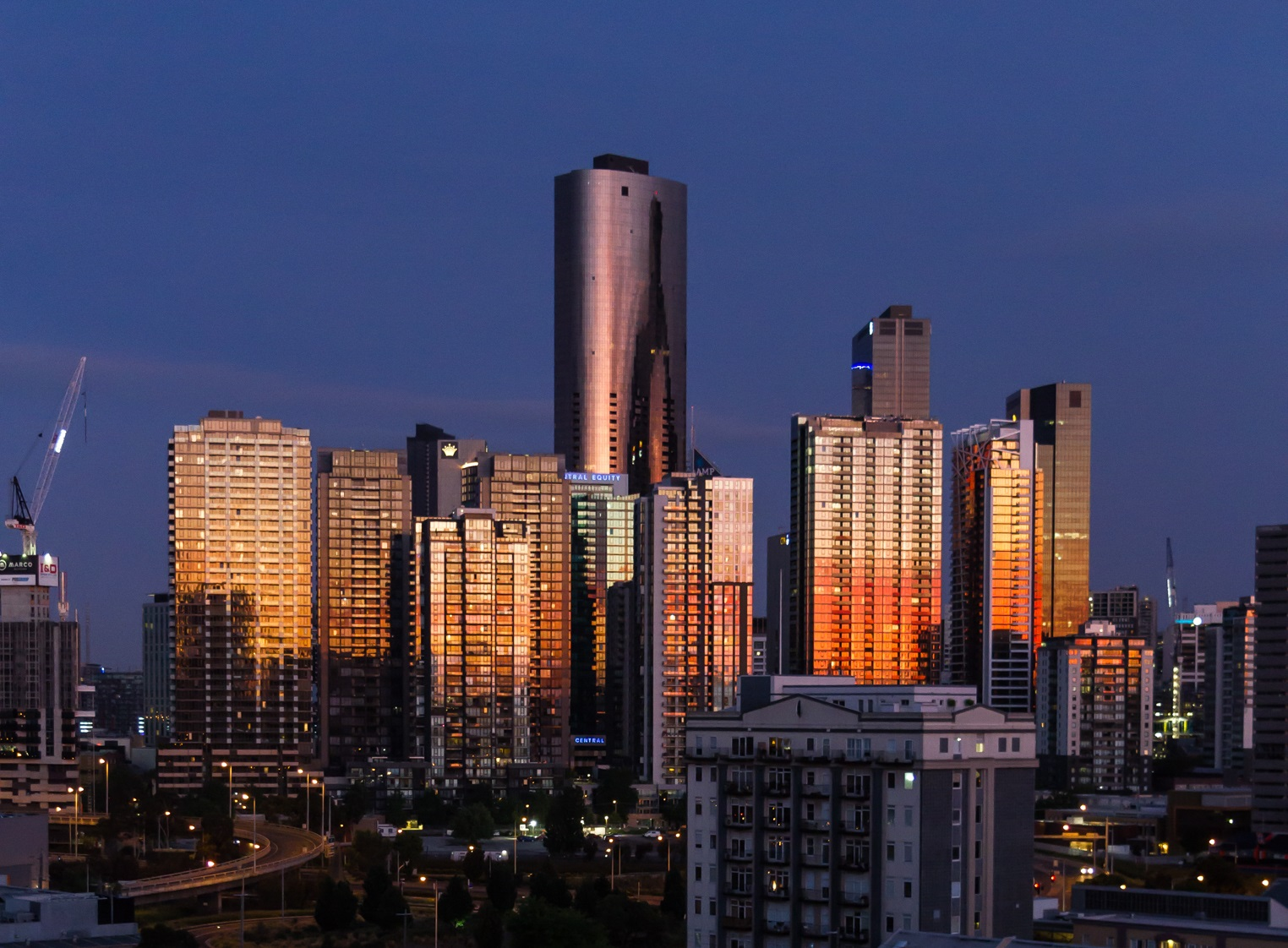
November 2015

## 外部連結
- Prima Pearl: Home （页面存档备份，存于）
- Prima Pearl – Emporis